# Nur Misuari
Nurallaj Misuari, mais conhecido como Nur Misuari (Língua tausug: Nūr Miswāri; Jolo, 3 de março de 1939) é o líder e fundador da Frente Moro de Libertação Nacional.
Em 1996, após 24 anos de guerrilha contra o governo das Filipinas, Misuari assinou um acordo de paz e, posteriormente, foi eleito governador da Região Autónoma do Mindanau Muçulmano.